# Good morning No5
good morning N˚5（グッドモーニングナンバーファイブ）は、日本の演劇ユニット。澤田育子、藤田記子により2008年に結成。名前の由来は公式サイトによると「業界において最も重要且つポピュラーな御挨拶『おはようございます！』つまり“good morning” + 世代を超えて世界で一番愛される香りの代名詞、シャネルの“N˚5”」。
good morning N˚5のユニット結成以前にも2人で共に「うさこF」で2002年と2003年に作品を発表したことがある。
音楽はこれまでに中村中や、米米CLUBの金子隆博が担当している。その他、声の友情出演に小林顕作。

## 受賞
2020年に『どうしようもなくて、衝動。』で第1回浅草九劇賞を受賞。

## メンバー
公式サイトより
- 澤田育子 - 劇作家・演出家・俳優
- 藤田記子 - 俳優
- 久保田南美 - 俳優
- 高久瑛理子 - 俳優
- 上村愛香 - 製作
- 尾林真理 - 音響
- 平体雄二 - プロデューサー

## 公演リスト
| 年     | 日程                | 題                                                                                               | 会場                   | 備考                 |
| ------ | ------------------- | ------------------------------------------------------------------------------------------------ | ---------------------- | -------------------- |
| 2008年 | 12月4日 - 7日       | party live show1 『アタシが書くから アンタが演りなっ！』                                         | 中野あくとれ           |                      |
| 2009年 | 12月3日 - 6日       | party live show2 『君、生きてる意味を知りたがることなかれ！』                                    | 下北沢OFF OFFシアター  |                      |
| 2010年 | 1月30日 - 2月7日    | night party version1 『迎春迎賓館婦人』                                                          | 銀座ちゃこ             |                      |
| 2010年 | 9月23日 - 26日      | party live show3 『祝・絶望！』                                                                  | 新宿THEATER BRATS      |                      |
| 2011年 | 2月19日 - 4月3日    | night party version2 『迎春！お部屋巡り!!』                                                      | 銀座ちゃこ             |                      |
| 2011年 | 9月22日 - 25日      | party live show4 『愛狂しき塊、新しいうた』                                                      | 下北沢駅前劇場         | [ 7 ]                |
| 2012年 | 9月13日 - 16日      | party live show5 『危険な女』                                                                    | 下北沢駅前劇場         | [ 8 ] [ 9 ]          |
| 2012年 | 6月9日 - 17日       | night party version3 『ジメジメ女、梅雨旅館』                                                    | 銀座ちゃこ             |                      |
| 2012年 | 12月20日 - 26日     | home party version1 『厭世的美少女』                                                             | 成城サロン             | [ 10 ]               |
| 2013年 | 9月20日 - 25日      | party live show6 『ジャンキー・ジャンク・ヌードット』                                            | 下北沢駅前劇場         |                      |
| 2014年 | 5月24日 - 6月1日    | night party version 4 『オシャベリな春子と読書の秋子 〜June Bride殺人事件簿〜』                  | 銀座ちゃこ             |                      |
| 2014年 | 9月26日 - 10月4日   | party live show7 『愛欲の乱』『みっともない』『愛欲の乱NEO』                                     | 下北沢OFF OFF シアター | [ 11 ]               |
| 2015年 | 9月2日 - 16日       | party live show8 『世界征服ナイト』『breakfast,kani』                                            | 下北沢OFF OFF シアター | [ 12 ]               |
| 2016年 | 10月26日 - 31日     | party live show9 『ケツラク』                                                                    | 下北沢駅前劇場         | [ 13 ]               |
| 2017年 | 9月14日 - 25日      | 豪雪（ごうせつ）                                                                                 | 下北沢駅前劇場         | [ 4 ]                |
| 2018年 | 11月10日 - 18日     | 『祝杯ハイウェイ』 『看護婦の部屋～白の魔女～』                                                  | 下北沢駅前劇場         | [ 14 ]               |
| 2019年 | 9月26日 - 7日       | どうしようもなくて、衝動。                                                                       | 浅草九劇               | [ 15 ]               |
| 2019年 | 9月26日 - 7日       | どうしようもなくて、衝動。                                                                       | 浅草九劇               | 第一回浅草九劇賞受賞 |
| 2020年 | 11月19日 - 12月13日 | ただやるだけ                                                                                     | 下北沢シアター711      | [ 16 ]               |
| 2021年 | 11月25日 - 12月12日 | 異常以上ゴミ未満、又は名もなき君へ                                                               | 小劇場B1               | [ 17 ]               |
| 2022年 | 4月22日 - 29日      | 海外戯曲拝借シリーズ vol.1 『拝啓、モリエール様‐モリエールへの挑戦状- ～“ドン・ジュアン”より～』 | スタジオあくとれ       | [ 18 ]               |
| 2022年 | 10月27日 - 11月6日  | 赤裸々                                                                                           | ザ・スズナリ           | [ 19 ]               |
| 2023年 | 12月14日 - 24日     | 失うものなどなにもない                                                                           | 小劇場B1               | [ 20 ]               |
| 2024年 | 9月27日 - 10月7日   | VOGUES                                                                                           | ザ・スズナリ           | [ 3 ]                |

## ネット配信
- good morning N˚5（藤田記子presents!）～home party collection1～「どんな時でも誕生日はいつもおめでたい日であって欲しい!! ～澤田育子誕生日パーティー配信～」（2020年5月）[21]